# Sölve Högnesson
Sölve Högnesson (apodado el Usurpador, n. 544) fue un caudillo vikingo de Noruega, rey del mar, que conquistó Suecia quemando a su rey Östen en su propia casa. Fue padre de Sölvi el Viejo.
La saga Heimskringla menciona que era hijo de Gard Agdi rey de Nærøy, y tenía su residencia en Jutlandia (no obstante, según fuentes anteriores como Historia Norvegiæ, era gauta).
Se dedicaba a saquear la costa del mar Báltico y una noche devastaron la costa en el hundred de Lofond/Lovund (tal vez Lovön o el hundred de Lagunda) donde rodearon una casa y le prendieron fuego matando a todos los que estaban en su interior. En la casa estaban de festejos por la visita de su monarca, el rey sueco Östen donde estaba invitado. Sölve y sus mercenarios llegaron a Fornsigtuna y manifestó que los suecos debían aceptarle como rey. Los suecos se negaron y lucharon durante once días hasta la rendición. Sölve gobernó Suecia hasta que los suecos se rebelaron de nuevo y le mataron.
Sölve también se menciona en Hálfs saga ok Hálfsrekka, donde hay una versión del año 1300 y relata que Sölve era hijo de Högne el Rico de Nærøy, en fyrir Naumundalsminni, Noruega, y tenía una hermana que se llamaba Hild la Delgada. El cuñado de Sölve, Hjorleiv, era rey de Hordaland y Rogaland y mató a Hreidar, rey de Selandia, nombrando a Sölve jarl de ese territorio aunque no por mucho tiempo, ya que su objetivo era ser rey de los suecos. Hjorleiv tuvo un hijo llamado Half (quien da el nombre a la saga), y una vez que el rey Asmund mata a Half, algunos de sus campeones fueron a Suecia y mataron a Sölvi (til svíþjóðar ; fóru þeir <...> á fund Sölva konungs).
La saga de los Ynglings menciona que era rey de Solør en Noruega y tenía a Halfdan Hvitbeinn bajo su protección, pero los suecos cruzaron el bosque de Ed escapando de la hambruna y le mataron. Existen más citas sobre Sölve en otras fuentes, pero ninguna menciona sus posesiones en Dinamarca o Suecia. Le sucedió en el trono Yngvar Harra de la dinastía Casa de Yngling.